# Il vicario, cari voi
Il vicario, cari voi (The Vicar of Nibbleswicke) è un racconto per bambini scritto da Roald Dahl con illustrazioni di Quentin Blake. Penultima opera dello scrittore britannico, sarà pubblicata postuma nel maggio del 1991, qualche mese dopo la sua morte. Dahl donerà tutti i proventi del libro, che tratta in modo ironico e "dissacrante" della dislessia, al Dyslexia Institute in London, cosiccome tutti i copyright dello scritto.

## Trama
Il reverendo Lee, un giovane e timido parroco, ottiene il suo primo lavoro ufficiale nella chiesetta di Nibbleswicke. Con un'infanzia segnata dalla dislessia, poi superata grazie al supporto degli insegnanti dell'Istituto di Dislessia di Londra in cui fu accolto. L'emozione, i dubbi, la consapevolezza dei suoi molti doveri verso i suoi parrocchiani hanno la meglio sul suo debole animo, cosicché in lui torna l'ormai lontana dislessia, sebbene in forma diversa. Il reverendo, infatti, senza accorgersene, pronuncia talvolta frasi al contrario, altre volte mescola le lettere delle parole formandone altre con un significato del tutto diverso, e talvolta piuttosto scurrile e ben poco appropriato ad un uomo della sua professione, generando scompiglio, stupore, riso e persino indignazione fra i suoi parrocchiani, ignari del grave problema che lo attanaglia.
Sarà il medico del villaggio a comprendere il perché dello strano comportamento del parroco Lee: una rara, duplice forma di dislessia, detta dislessia mescolante e retro-attiva, lo ha colpito. Fortunatamente, spiega al giovane parroco, la soluzione al grave problema è piuttosto semplice: basta, ogni tanto, camminare all'indietro, girare su sé stesso e le parole si rimescoleranno nell'ordine corretto.
La scomoda e poco pratica soluzione a cui deve far fronte il reverendo, sarà comunque facilitata dall'uso di uno specchietto retrovisore che si applicherà sulla fronte, cosicché possa, nel camminare all'indietro, vedere dove sta andando. Nonostante l'iniziale sbigottimento, i paesani  a poco a poco si abitueranno a questa sua stranezza, e il giovane Lee stesso si abituerà a tal punto a camminare all'indietro, da non farlo più normalmente!

## Traduzione italiana
Dida Paggi, 2007

## Edizioni
- Roald Dahl, Il Vicario, Cari Voi, Salani Editore, traduzione di Manuela Barranu e Dida Paggi, 2007, pp. 37.